# Песни радости и счастья
«Пе́сни ра́дости и сча́стья» (1989) — тринадцатый альбом группы «Гражданская оборона», полностью записанный живьём на репетиционной точке ленинградской группы АукцЫон (кроме трека «Новая правда», записанного на передвижной студии Next Stop Rock’n’Roll). При переиздании 2007 года альбом был дополнен бонус-треками с акустических концертов Егора Летова и раритетными записями.

## История создания
В 1989 году, после серии альбомов 1987 и 1988 годов, записанных Егором Летовым практически в одиночку, группа обретает полноценный состав: Егор Летов, Константин Рябинов, Игорь Жевтун и Аркадий Климкин.
Сергей Фирсов, в то время менеджер группы, знакомит Гражданскую оборону с группой «АукцЫон». Между участниками групп устанавливаются дружеские взаимоотношения и АукцЫон предоставляет Гражданской обороне свою репетиционную точку. До этого Летов не имел опыта звукозаписи на профессиональной аппаратуре, записывая альбомы преимущественно у себя дома. Группа предпринимает попытку записать новый материал «вживую», новый цикл примерно из сорока песен. Запись велась на четырёхканальную портастудию Михаилом Раппопортом в качестве звукорежиссёра. Несмотря на все усилия, группа не смогла добиться желаемого звука и эффекта от записи, и Летов принимает решения записать концертную программу группы, в которую вошло несколько сочинённых во время репетиции композиций. В дальнейшем на запись был наложен звук толпы. Одним из результатов этой записи стал отказ Летова в дальнейшем от профессиональной записи и все студийные альбомы Гражданской обороны и других его проектов были записаны в домашних условиях.

## Список композиций
Слова и музыка всех песен — Егор Летов, кроме отмеченных.
| №   | Название                                             | Длительность |
| --- | ---------------------------------------------------- | ------------ |
| 1.  | «Прелюдия / Похуй нахуй»                             | 2:00         |
| 2.  | «Я всегда буду против»                               | 3:51         |
| 3.  | «Полон дом говна» (автор — Константин Рябинов)       | 1:43         |
| 4.  | «Я бесполезен»                                       | 3:16         |
| 5.  | «Здорово и вечно»                                    | 3:51         |
| 6.  | «Песня радости и счастья (Беспредельного житья)»     | 1:30         |
| 7.  | «Так закалялась сталь»                               | 2:24         |
| 8.  | «Мы будем умирать (А вы наблюдать)»                  | 1:18         |
| 9.  | «Поганая молодёжь» (Егор Летов, Константин Рябинов)  | 2:14         |
| 10. | «Всё идёт по плану»                                  | 4:50         |
| 11. | «Красное знамя» (текст — Вадим Семернин, Егор Летов) | 1:54         |
| 12. | «Оптимизм»                                           | 2:50         |
| 13. | «Война» (текст — Олег Судаков, Егор Летов)           | 3:43         |
| 14. | «Новая правда»                                       | 4:05         |
| 15. | «Я не верю в анархию / Кода»                         | 2:15         |

| №   | Название             | Длительность |
| --- | -------------------- | ------------ |
| 16. | «Кого-то ещё»        | 2:04         |
| 17. | «Вершки и корешки»   | 1:47         |
| 18. | «Армагеддон-попс»    | 2:13         |
| 19. | «Ах, как здесь я?!»  | 1:44         |
| 20. | «Раздражение»        | 2:28         |
| 21. | «Парадокс»           | 2:22         |
| 22. | «Система»            | 1:54         |
| 23. | «Самоотвод»          | 2:19         |
| 24. | «Общество «Память»»  | 1:27         |
| 25. | «Непонятная»         | 1:53         |
| 26. | «Оптимизм»           | 1:59         |
| 27. | «Боевой стимул»      | 2:14         |
| 28. | «Новая правда»       | 5:17         |
| 29. | «Приятного аппетита» | 1:16         |
| 30. | «Похуй нахуй»        | 1:06         |

## Участники записи
- Егор Летов — голос, гитары, бас
- Игорь Жевтун — гитара
- Кузя УО — вокал (3), бас
- Игорь Староватов — бас (10)
- Аркадий Климкин — ударные

## О записи
Записано 04.08.1989г. живьём на точке «Аукцыона» в Ленинграде.
Звук, запись - Михаил Раппопорт и Леонид Фёдоров 10. «Всё Идёт По Плану» - февраль 1989, Новосибирск; 14.10.1989, ГрОб-студия;
14. «Новая Правда» - 22.10.89, «Каспар Ворбек Мобил Студио» в Ленинградском Дворце Пионеров для проекта «Next Stop Rock’n’Roll»
15. «Я не верю в анархию» - лето 1989 на точке «Аукцыона»
«Прелюдия» и «Кода» - записаны 5.02.1990г. в ГрОб-студии
Треки 16-19: акустический концерт в СШ № 54 г. Киева, начало июля 1989г.
Треки 20-27: акустический концерт в столовой киевского технологического института пищепрома
13.04.1990, запись: К.Передерни
Треки 28-29: акустический концерт в Москве 22.04.1990, запись: Е. Колесов
Пересведение и реставрация 03-08.06.2007, ГрОб-студия.
На лицевой стороне обложки работа безымянного художника «Повесился в Австралии» с выставки произведений пациентов психиатрических клиник «Мы тоже творим», Москва, центр «Милосердие», 1990.
Спасибо: Мише Раппопорту, Лёне Фёдорову, Олегу Гаркуше, Володе Рудницкому, Кириллу Передерию, Жеке Колесову, Саше «Папику»